# St. Jakobus (Fisch)

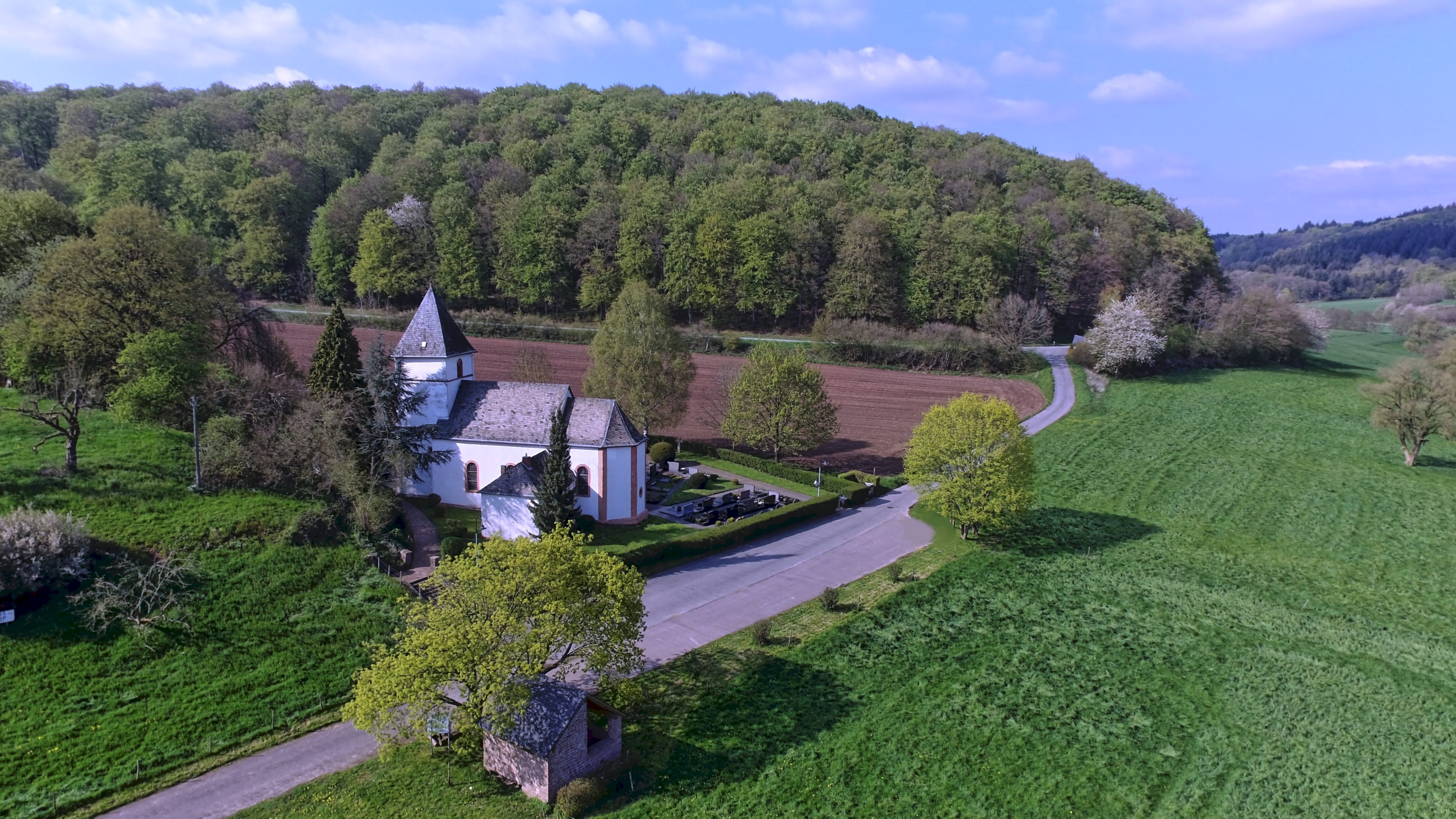
Der Jakobsweg mit Jakobuskirche

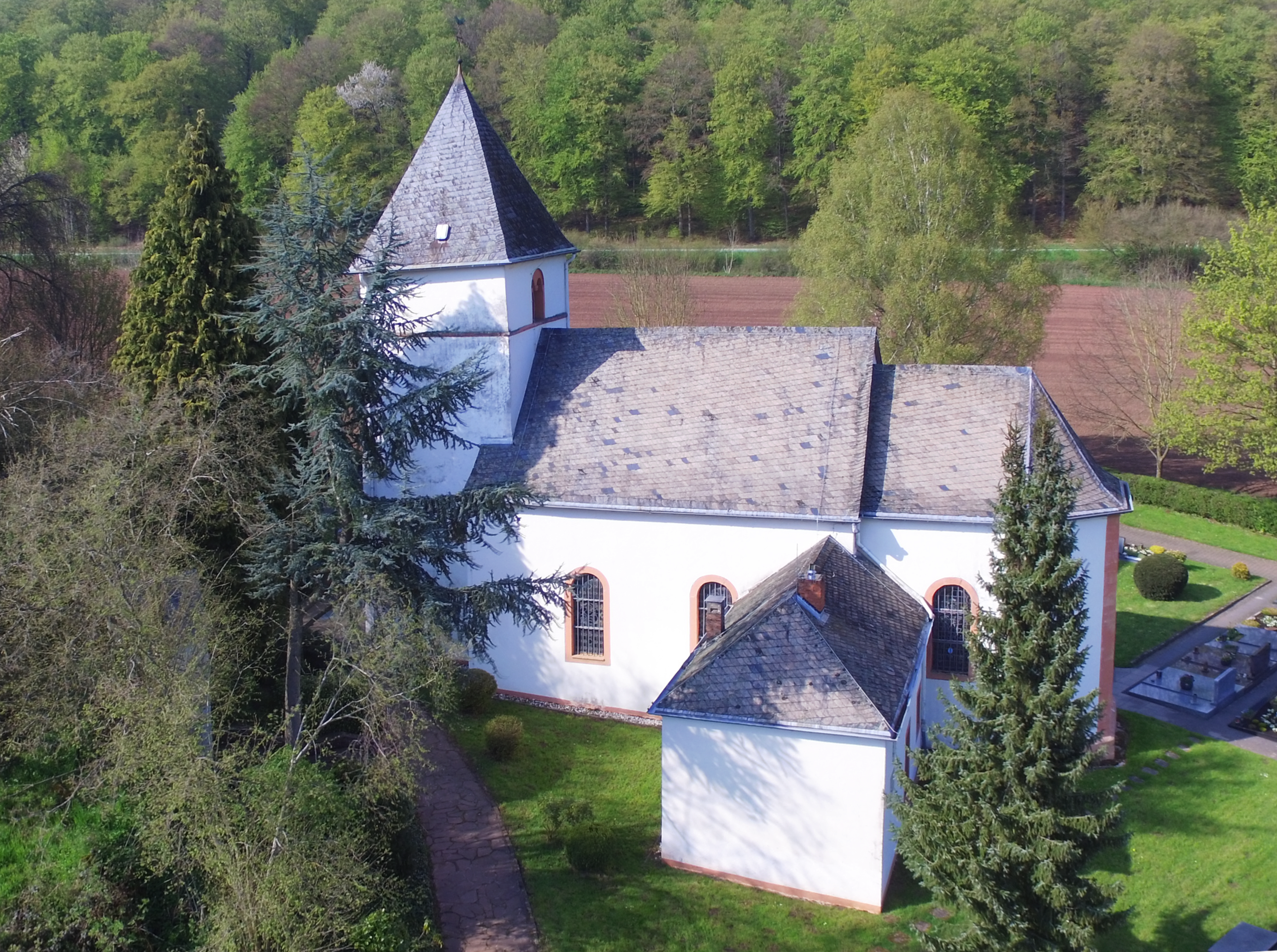
Die Kirche von Süden

Die Kirche St. Jakobus ist eine  Jakobus dem Älteren gewidmete römisch-katholische Pfarrkirche in der Gemarkung des rheinland-pfälzischen Fisch, Landkreis Trier-Saarburg. Die Kirche liegt unterhalb und außerhalb des heutigen Orts am in den 1990er-Jahren wieder markierten Streckenabschnitt von Trier nach Metz des Jakobswegs. Die Kirche liegt in idyllischer einsamer Tallage im Tal des Mannebachs. Das Kirchengebäude ist ein Kulturdenkmal.

## Geschichte
Die Siedlungen Littdorf und Rehlingen gehen auf die Landnahme fränkischer Sippen im 8ten Jahrhundert zurück. Im Zuge der Christianisierung der Franken um das Jahr 800 dürfte im Bereich der heutigen Kirche eine Holzkirche entstanden sein, die im 11. Jahrhundert durch eine Kirche in etwa in den Ausmaßen der heutigen Kirche aus dem Sandstein der Umgebung ersetzt wurde. Bauherren waren die reichsunmittelbaren Ritter von Bellenhausen.
Die heutige Kirche war ursprünglich die Pfarrkirche der abgegangenen Siedlung Littdorf, von dem nur die Kirche erhalten ist und des Hofguts Rehlingen, das oberhalb der Kirche in Richtung Körrig lag. Die erste Erwähnung der Kirche stammt aus der Taxa generalis des Erzstifts um 1330. Die Kirche ist heute (2016) Pfarrkirche der Pfarrei Litdorf-Rehlingen umfasst die Orte Fisch, Rehlingerhof und Kahren.
Die Kirche war bis 1803 auch Pfarrkirche von Mannebach, Körrig und Kümmern und bis 1812 von Kahren. Sie wurde regelmäßig, zuletzt im Jahr 2000 renoviert. Sie gehört heute (2016) zur Pfarreiengemeinschaft Saarburg und wird nur noch vereinzelt für Gottesdienste genutzt.

## Kirchengebäude
Die Kirche  ersetzte den romanischen Vorgängerbau, von dem noch der Turm erhalten ist.
Der aus Sandstein-Bruchsteinen gemauerte romanische Turm ist das älteste Bauteil der Kirche. Er besitzt an Nord-, Ost- und Westseite Schallarkaden. Die Kirche besteht aus einem zweiachsigen Schiff von 1793, das direkt an den Turm angebaut ist und einem dreiseitig geschlossenen Chorhaus von 1667. Der Turm besitzt ein Portal aus dem Erbauungsjahr des Schiffs. Die kreuzgewölbte Turmhalle ermöglicht den Durchgang zum Schiff, das normalerweise durch ein modernes Schutzgitter abgesperrt ist.

## Ausstattung

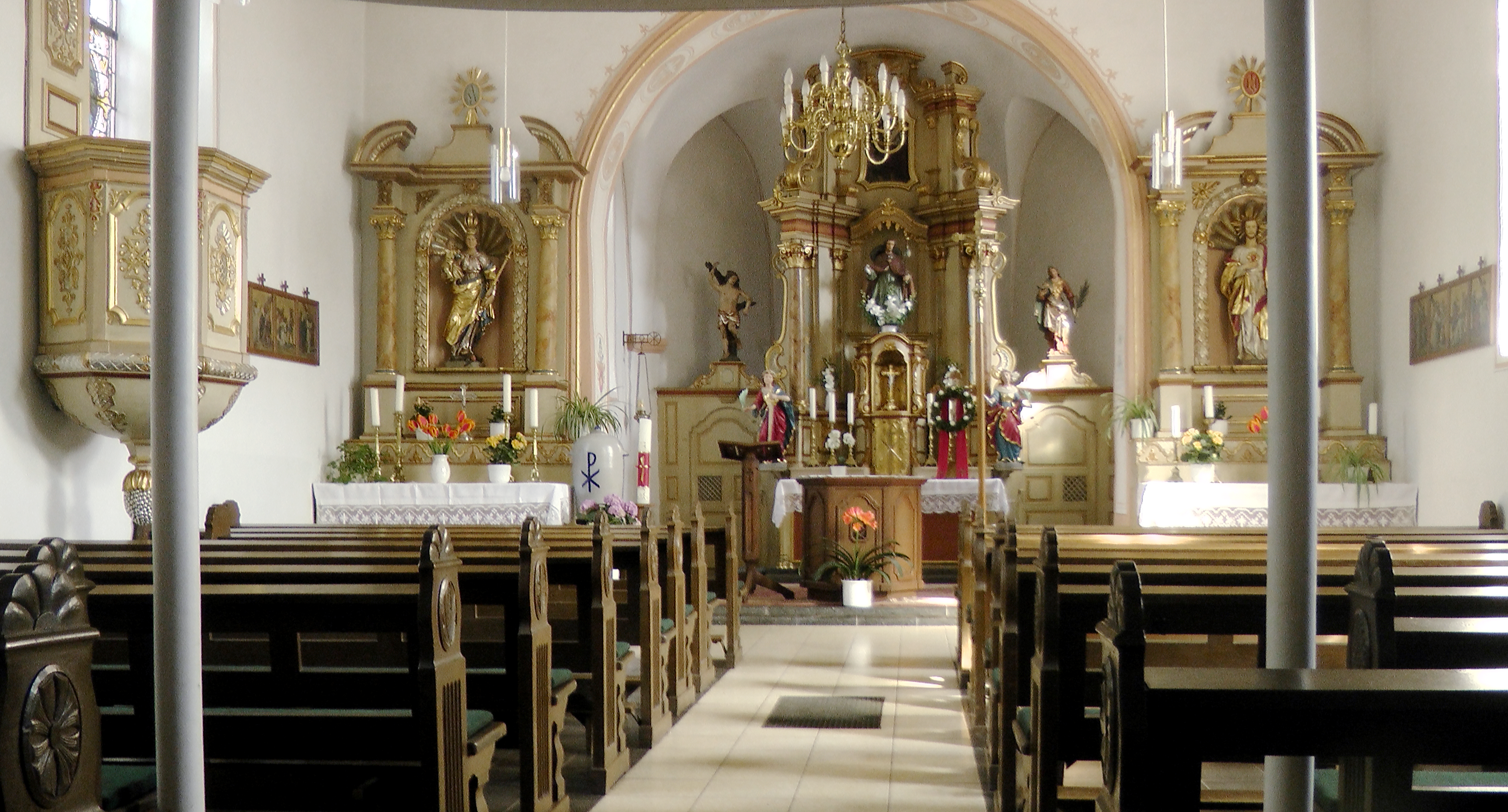
Die barocke Innenausstattung

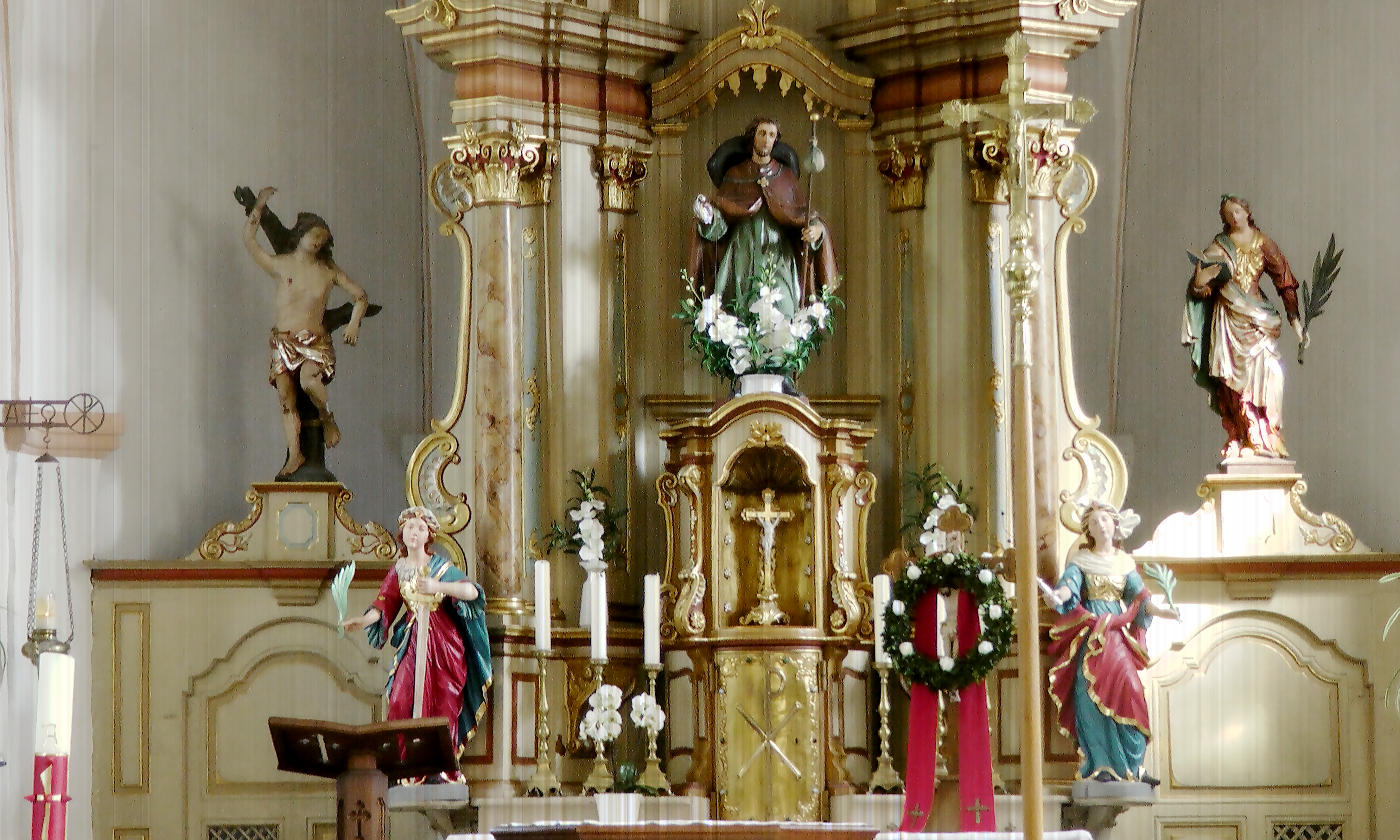
Der Hochaltar

Die Kirche besitzt eine barocke Ausstattung aus der Erbauungszeit des Schiffs: drei Holzaltäre, eine Kanzel. Der Hauptaltar ist dem Jakobus dem Älteren geweiht und enthält Reliquien des Simon von Trier, die Seitenaltäre waren ursprünglich der Gottesmutter Maria und Lucia geweiht. Letztere wurde später durch eine Herzjesustatue ersetzt und steht jetzt rechts vom Hochaltar. Im Hochaltar selbst wurden die Jakobusfigur und das Ölbild des Opfers des Melchisedechs im oberen Abschluss später hinzugefügt. Die heute treppenlose Rokoko-Kanzel trägt die Jahreszahl 1756.
An der linken Chorwand befindet sich das Relief eines Oswald von Bellenhausen bei einem Überfall von Raubrittern ermordet wurde.

## Glocken
Im Glockenturm befinden sich zwei historische Bronzeglocken: Die kleinere Glocke wird aufgrund ihrer Form als Spitzhut oder Zuckerhut bezeichnet. Sie war wahrscheinlich ein Geschenk des Adelsgeschlechts der von Bellenhausen und wurde um 1250 gegossen. Die große Glocke von 1594 war ein Geschenk der Edlen von Warsberg, die seit 1557 die Besitzer des Rehlinger Hofs waren. Sie ist eine sogenannte Wetterglocke und mit gotischen Rippen dekoriert. Ihre Inschrift lautet: „IN GOTTES NAMEN LAUTEN ICK – BOES WETTER VERTREIBEN ICK – JAKOB DER GROER HISCHEN ICK – ANNO DOMINI 1594 – P B R“.

## Bedeutung
Die besondere Bedeutung der Kirche liegt darin, dass sich hier ein Kirchentyp (relativ kleine Kirche mit romanischem Turm mit barockem Schiff) erhalten hat, der noch bis zur Mitte des 19. Jahrhunderts in der Saar-Obermosel-Region weit verbreitet war. Aufgrund der wachsenden Bevölkerung sind diese Kirchen für die meisten Orte zu klein geworden und wurden durch wesentlich größere neugotische Neubauten ersetzt.

## Öffnung
Die Kirche ist von April bis September bis zum Schutzgitter untertags normalerweise geöffnet.

## Der Bruoder Boar
In unmittelbarer Nähe des Kirchhofs befindet sich der so genannte Bruoder Boar. Dieser ist eine Quelle mit Brunnenhaus.
Eine Quelle mit nie versiegendem Wasser dürfte die Grundlage der nach 454 gegründeten fränkischen Siedlung Liethdorf gewesen sein. Die heutige Quelle liegt 1,5 m unterhalb der Erdoberfläche und wurde im Rahmen des Westwallbaus beim Bau der heute nahezu verschwundenen Bahnlinie Wasserlisch-Freudenburg, von der nur noch ein einzelnes Viadukt etwas oberhalb der Kirche existiert, von der Organisation Todt (OT) entdeckt und zisternenförmig gefasst. 1966 erfolgte die Befestigung der Brunnenanlage durch einen einfachen Betonmauerausbau. 2005/06 hat die Gemeinde Fisch mit Unterstützung von LEADER PLUS Geldern mit dem Bau des Jakobus-Pavillons den Bruoder Boar neu gestaltet. Er wurde nach dem letzten frommen Einsiedler, der um 1783 in der an den Kirchturm schwalbennestartig angehängten und vor 1914 abgebrochenen Klause gelebt hat.